# パウ・ロペス
パウ・ロペス・サバタ（Pau López Sabata，1994年12月13日 - ）は、スペイン・カタルーニャ州ジローナ出身のサッカー選手。ジローナFC所属。元スペイン代表。ポジションはGK。

## 来歴
2007年にRCDエスパニョールのカンテラに入団。2013-14シーズンにBチームでプロデビュー。2014年6月14日にトップチームに昇格し、4年契約を結んだ。同年12月のコパ・デル・レイでのデポルティーボ・アラベス戦で公式戦初出場。2015年2月1日のプリメーラ・ディビシオンのセビージャFC戦で、前半40分にキコ・カシージャが退場処分を受けたのに伴い、途中交代でリーガデビューを飾った。
2015-16シーズンは、そのカシージャがレアル・マドリードに移籍したのに伴い正GKに昇格。 2016年1月6日のコパ・デル・レイのFCバルセロナ戦では、ゴールエリア内の競り合いでリオネル・メッシの足を踏みつけるというアクシデントが発生。この一件でカタルーニャのメディアとバルサファンは一斉にロペスの行為を非難したものの、ロペスはエスパニョールのゴールを守り抜き、同シーズンの1部残留に導いた。
2016年8月31日、プレミアリーグのトッテナム・ホットスパーFCにローン移籍で加入することが発表された。
2018年7月4日、レアル・ベティスと5年契約を締結したことが発表された。ベティス加入後は同じく新加入のジョエル・ロブレスを抑えて即座にポジションを奪取。結果リーグ戦は33試合に出場するなどと守護神としてチームを牽引した。
2019年7月9日、ASローマと5年契約を締結したことが発表された。移籍金は2350万ユーロ、背番号は13番。同年は前年の守護神アントニオ・ミランテからポジションを奪取しリーグ戦32試合に出場した。続く2020-21シーズンも引き続きレギュラーとして出場していたが、小さなミスが多く、終盤はミランテや台頭したU23ブラジル代表のダニエル・フザトにポジションを譲った。
2021年7月17日、オリンピック・マルセイユにレンタル移籍した。レンタル料は72万ユーロと最大50万ユーロのボーナス。一定の条件を満たした場合は、1200万ユーロでの買取義務が生じる。
2022年1月8日、オリンピック・マルセイユは買取オプションを行使したことを発表、正式には2022年7月1日に加入し、2026年6月30日までの契約となる。
2024年8月16日、ジローナFCにレンタル移籍した。第2GKとしての加入だったため出場機会は多くなかったが、UEFAチャンピオンズリーグ・アーセナルFC戦で先発出場すると、敗れはしたものの、終盤にラヒーム・スターリングのPKをストップするなど好パフォーマンスを見せた。また、その試合限りでジローナを退団することも公表した。

## 代表経歴
2016年にU-21のスペイン代表に招集され、同年3月にはフル代表にも招集された。また、2015年からはカタルーニャ州選抜にも招集されている。